# Rafał Krywko
Rafał Krywko (ur. 5 listopada 1896 w Kuczkuryszkach, pow. wileńsko-trockim, zm. ?) – major piechoty Wojska Polskiego, kawaler Orderu Virtuti Militari.

## Życiorys
Urodził się 5 listopada 1896 w Kuczkuryszkach, w pow. wileńsko-trockim, jako syn Wincentego.
29 października 1918 roku został oficerem prowiantowym w Dowództwie Wojsk Polskich w północnej Rosji.
Po odzyskaniu przez Polskę niepodległości w 1918 został przyjęty do Wojska Polskiego. Brał udział w wojnie 1920 w szeregach 65 pułku piechoty. Został awansowany do stopnia kapitana piechoty ze starszeństwem z dniem 1 czerwca 1919. W latach 20. pozostawał oficerem 65 pułku piechoty w Grudziądzu. Został awansowany do stopnia majora piechoty ze starszeństwem z dniem 1 stycznia 1928. W 1928 pozostając oficerem 65 pp był komendantem obwodowym przysposobienia wojskowego. W 1932 był oficerem 50 pułku piechoty w garnizonie Kowel. W kwietniu 1933 roku został przeniesiony do 44 pułku piechoty w Równem na stanowisko dowódcy batalionu. W czerwcu 1934 roku został przeniesiony do Powiatowej Komendy Uzupełnień Pińsk na stanowisko komendanta. Z dniem 30 czerwca 1935 roku został przeniesiony w stan spoczynku.
Po wybuchu II wojny światowej, kampanii wrześniowej i agresji ZSRR na Polskę z 17 września 1939 został aresztowany przez Sowietów. Od 1940 był osadzony w obozie jenieckim NKWD w Griazowcu.

## Ordery i odznaczenia
- Krzyż Srebrny Orderu Virtuti Militari[17]
- Krzyż Niepodległości (4 listopada 1933)[18]
- Złoty Krzyż Zasługi (19 marca 1931)[19]
- Médaille commémorative de la guerre 1914–1918 (Francja)
- Medal Międzyaliancki